# The Ballad of Ira Hayes
The Ballad of Ira Hayes – folkowa piosenka skomponowana przez Petera La Farge’a i zaaranżowana przez Boba Dylana, nagrana przez niego w czerwcu 1970 r. i wydana na albumie Dylan w listopadzie 1973 r.

## Historia i charakter utworu
Utwór ten został nagrany na trzeciej sesji do albumu New Morning 1 czerwca 1970 r. w Columbia Studio E w Nowym Jorku. Na tej sesji Dylan nagrał jeszcze „Alligator Man” (3 wersje) oraz „Lonesome Me” (2 wersje). Wszystkie nagrania stały się odrzutami.
Ballada ta została skomponowana przez Petera LaFarge'a (ur. 1931, zm. 27 października 1965). Był on potomkiem prawie całkowicie wymarłego szczepu indiańskiego Narragansettów. Był jednym z tych, którzy przyczynili się eksplozji folku pod koniec lat 50. i na początku lat 60. XX w. Był jednym z pierwszych, którzy tworzyli i wykonywali pieśni zaangażowane politycznie, czyli pieśni protestu.
Przyjaźnił się z Dylanem podczas jego początków w Nowym Jorku. W broszurze do albumu Biograph Boba Dylana, znajduje się jego wypowiedź o LaFarge'u
| W każdym razie facetem, który był w tym najlepszy [w śpiewaniu pieśń protestu], był Peter LaFarge. Był mistrzem kowbojskiego rodeo i jakiś czas w przeszłości był także bokserem. Wiele jego kości było złamanych. Myślę, że był on także postrzelony w Korei. Tak czy owak, napisał „Ira Hayes”, „Iron Mountain”, „Johnny Half-Breed”, „White Girl” i około setki innych rzeczy. Była tam jedna o generale Custerze, „ten generał nie pojeździ już dobrze więcej”. Przez jakiś czas byliśmy bardzo blisko. Mieliśmy tę samą dziewczynę. Faktycznie Peter jest jednym z wielkich zapomnianych bohaterów tych dni. Jego styl był trochę zbyt przypadkowy. Ale nie był to jego błąd, on zawsze obrywał i musiał to przezwyciężać. Johnny Cash nagrał sporo jego piosenek. Kiedy myślę o poecie gitary czy piosenkarzu protestu, zawsze myślę o Peterze, ale on pisał także piosenki miłosne. |

Bohaterem tej tragicznej ballady jest Ira Hayes (ur. 12 stycznia 1923, zm. 24 stycznia 1955). Hayes był Indianinem ze szczepu Pima z Arizony i jednym z żołnierzy, którzy ustawili maszt z amerykańską flagą na Iwo Jimie. Po powrocie do ojczyzny mimo glorii bohatera ponownie zetknął się z rasizmem, niesławą, utratą honoru, swoją anonimowością i w końcu z tragiczną śmiercią z powodu alkoholizmu.
Nagrywając tę balladę Dylan wzorował się na wersji Johnny’ego Casha. Jednak bombastyczne, mówione i oparte na brzmieniu fortepianu wykonanie nie dorównuje wykonaniu Casha. Piosenka ta była odrzutem i nigdy nie powinna ukazać się na albumie. 
Dylan nigdy nie wykonywał tej ballady na koncertach, chociaż grana była ona na próbach przez tournée z The Grateful Dead w 1987 r.

## Muzycy
- Bob Dylan – pianino, gitara, harmonijka, wokal

sesja trzecia
- Al Kooper – gitara, pianino, wokal
- Charlie Daniels – gitara basowa
- Ron Cornelius – gitara
- Russ Kunkel – perkusja
- Hilda Harris – chórki
- Albertine Robinson – chórki
- Maeretha Stewart – chórki

## Wykonania piosenki przez innych artystów
- Peter LaFarge – Ira Hayes and Other Ballads (1962)
- Johnny Cash – Bitter Tears: Ballads of the American Indian (1964)
- Patrick Sky – Patrick Sky (1965)
- Kinky Friedman – Lasso from El Paso (1976)
- Hazel Dickens – By the Sweat of My Brow (1983)
- Townes Van Zandt – Roadsongs (1992)